# Agnese Possamai
Agnese Possamai (* 17. Januar 1953 in Lentiai, Provinz Belluno) ist eine ehemalige italienische Mittel- und Langstreckenläuferin.

## Leben
Bei den Mittelmeerspielen 1979 in Split gewann sie Silber über 800 Meter. Bei den Olympischen Spielen 1980 in Moskau schied sie über 800 und 1500 Meter jeweils im Vorlauf aus.
1981 siegte sie bei den Halleneuropameisterschaften in Grenoble über 1500 Meter. Bei den Crosslauf-Weltmeisterschaften in Madrid wurde sie Vierte und gewann Bronze mit der Mannschaft. Im Jahr darauf gewann sie bei den Halleneuropameisterschaften in Mailand über 3000 Meter. Erneut wurde sie Vierte bei den Crosslauf-Weltmeisterschaften in Rom und holte diesmal mit der Mannschaft Silber. Bei den Europameisterschaften 1982 in Athen wurde sie Neunte über 3000 Meter.
1983 holte sie Silber bei den Halleneuropameisterschaften in Budapest. Einem sechsten Platz bei den Weltmeisterschaften in Helsinki über 3000 Meter folgte Doppelgold über 1500 und 3000 Meter bei den Mittelmeerspielen in Casablanca. 1984 wurde sie bei den Olympischen Spielen in Los Angeles Zehnte über 3000 Meter.
1985 errang sie jeweils über 3000 Meter Silber bei den Hallenweltspielen in Paris und Gold bei den Halleneuropameisterschaften in Piräus. Bei den Weltmeisterschaften 1987 in Rom schied sie über 1500 und 3000 Meter im Vorlauf aus. Bei den später im selben Jahr stattfindenden Mittelmeerspielen in Latakia gewann sie Silber über 1500 Meter.
Zweimal wurde sie italienische Meisterin über 800 Meter (1978, 1979), fünfmal über 3000 Meter (1982–1985, 1987), siebenmal im Crosslauf (1978, 1980–1982, 1984–1986) und zweimal im Berglauf (1980, 1981). In der Halle holte sie fünfmal den Titel über 1500 Meter (1979–1981, 1984, 1986) und dreimal den über 3000 Meter (1982–1984).

## Persönliche Bestzeiten
- 800 m: 2:00,36 min, 5. Juli 1980, Pisa
- 1000 m: 2:39,36 min, 26. August 1984, Riccione
- 1500 m: 4:05,14 min, 20. August 1984, Budapest
  - Halle: 4:06,83 min, 22. Februar 1984, Turin
- 1 Meile: 4:29,23 min, 16. September 1982, Rieti
- 2000 m: 5:44,79 min, 11. Juli 1986, London
- 3000 m: 8:37,96 min, 10. August 1983, Helsinki
  - Halle: 8:53,77 min, 6. März 1983, Mailand
- 5000 m: 15:44,35 min, 18. Juli 1990, Bologna